# Grånmyran
Grånmyran är ett naturreservat i Ragunda kommun i Jämtlands län.
Området är naturskyddat sedan 2006 och är 32 hektar stort. Reservatet är ett rikkärrs- och sumpskogsområde med kalkbarrskog mellan Högberget och Hökberget.